# L'Un des nôtres
Pour plus de détails, voir Fiche technique et Distribution.
L'Un des nôtres ou Laisse-le partir au Québec (Let Him Go), est un film américain réalisé par Thomas Bezucha, sorti en 2020. Il s'agit d'une adaptation cinématographique du roman du même nom de Larry Watson publié en 2013.

## Synopsis
Dans les années 1960. George Blackledge est un shérif à la retraite. Il vit avec sa femme Margaret dans un ranch du Montana. Mais après la mort de leur fils, ils décident de tout quitter pour se rendre dans le Dakota du Nord sauver leur petit-fils. Ce dernier est sous l'emprise d'une dangereuse famille, menée par Blanche Weboy. George et Margaret vont rapidement découvrir que les Weboy n'ont pas du tout envie de leur laisser l'enfant.

## Fiche technique
Sauf indication contraire, les informations mentionnées dans cette section peuvent être confirmées par la base de données cinématographiques IMDb,  présente dans la section « Liens externes ».
- Titre original : Let Him Go
- Titre français : L'Un des nôtres
- Réalisation : Thomas Bezucha
- Scénario : Thomas Bezucha, d'après le roman Let Him Go de Larry Watson
- Direction artistique : Cathy Cowan
- Décors : Trevor Smith
- Costumes : Carol Case
- Photographie : Guy Godfree
- Montage : Jeffrey Ford et Meg Reticker
- Musique : Michael Giacchino
- Production : Thomas Bezucha, Mitchell Kaplan et Paula Mazur

Producteurs délégués : Kimi Armstrong Stein, Kevin Costner, Jeffrey Lampert et Josh McLaughlin
- Société de production : Mazur/Kaplan Company
- Sociétés de distribution : Focus Features (États-Unis), Universal Pictures International France (France)
- Budget : n/a
- Pays d'origine :  États-Unis
- Langue originale : anglais
- Format : couleur — 2.39:1 — son Dolby Digital
- Genre : drame, thriller
- Durée : 115 minutes
- Dates de sortie[3] :
  - États-Unis : 6 novembre 2020
  - France : 16 juin 2021
- Classification :
- États-Unis : R – Restricted (Les enfants de moins de 17 ans doivent être accompagnés d'un adulte).
- France : Tous publics avec avertissement (des scènes, des propos ou des images peuvent heurter la sensibilité des spectateurs)

## Distribution
- Kevin Costner (VF : Bernard Lanneau) : George Blackledge
- Diane Lane (VF : Hélène Chanson) : Margaret Blackledge
- Lesley Manville (VF : Annie Le Youdec) : Blanche Weboy
- Will Brittain (en) (VF : Alexis Ballesteros) : Donnie Weboy
- Jeffrey Donovan (VF : Bertrand Liebert) : Bill Weboy
- Kayli Carter (VF : Juliette Allain) : Lorna Blackledge
- Booboo Stewart (VF : Adrien Larmande) : Peter Dragswolf
- Ryan Bruce (VF : Julien Alluguette) : James Blackledge
- Adam Stafford : Marvin Weboy
- Bradley Stryker (VF : Stéphane Roux) : Sheriff Nevelson

 Source et légende : version française (VF) sur RS Doublage

## Production
Le film est annoncé en février 2019. Thomas Bezucha est confirmé comme réalisateur. Il signe également le scénario, adapté d'un roman de Larry Watson. Kevin Costner et Diane Lane tiennent les rôles principaux.
Dans le roman d'origine, le couple Blackledge vit dans le Dakota du Nord et part pour le Montana. Dans le film, c'est l'inverse.
Le tournage débute en avril 2019 à Calgary, alors que Lesley Manville, Will Brittain (en), Jeffrey Donovan et Kayli Carter rejoignent la distribution. Booboo Stewart complète la distribution au mois de mai. Il a également lieu dans d'autres villes d'Alberta comme Didsbury, Drumheller et Fort Macleod.

## Sortie
Le film devait initialement sortir aux États-Unis le 21 août 2020. La sortie est finalement repoussée en raison de la pandémie de Covid-19, Focus Features repousse le film au 6 novembre 2020.

### Box-office
| Pays ou région        | Box-office     | Date d'arrêt du box-office | Nombre de semaines |
| --------------------- | -------------- | -------------------------- | ------------------ |
| États-Unis            | 9 358 025 $,   | 7 janvier 2021             | 9                  |
| France                | 13 814 entrées | 6 juillet 2021             | 3                  |
| Total hors États-Unis | 2 272 909 $    | 27 juin 2021               | —                  |
| Total mondial         | 11 630 934 $   | 27 juin 2021               | —                  |

Le week-end de sa sortie, en novembre 2020, le film arrive en tête du box-office avec 4 millions de dollars de recettes. Le long-métrage garde la tête du box-office la semaine de sa sortie. En trois semaines, le film atteint les 8 millions de dollars de recettes sur le territoire américain.

### VOD
Alors qu'il entame sa quatrième semaine d'exploitation en salles, L'Un des nôtres est disponible en VOD et fait partie des films les mieux classés sur FandangoNow et Apple TV, tout en se positionnant à la sixième place sur Google Play.

### Critique

#### États-Unis
Le film obtient un accueil critique favorable lors de sa sortie. Sur le site Web de l'agrégateur de critiques Rotten Tomatoes, le film détient une cote d'approbation de 82 % sur la base de 157 critiques, avec une note moyenne de 6,9/10. Le consensus des critiques du site se lit comme suit: « Le mélange inégal de drame pour adultes et de thriller de vengeance de L'Un des nôtres est adouci par le travail solide d'un solide casting de vétérans ». Sur Metacritic, le film a un score moyen pondéré de 63 sur 100 basé sur 36 critiques, indiquant "des critiques généralement favorables".
Le public interrogé par CinemaScore a donné au film une note moyenne de «B–» sur une échelle de A + à F, tandis que PostTrak a rapporté que 82% des membres du public ont donné au film une note positive, et 50% ont déclaré qu'ils le recommanderaient certainement. Owen Gleiberman de Variety a fait l'éloge des performances de Costner et Lane, disant qu'ils « donnent tout dans un film de genre qui fusionne le suspense avec une émotion honnête ». Écrivant pour The Globe and Mail, Barry Hertz a donné au film 3 étoiles sur 4, en disant :« Un thriller habilement exécuté qui s'adresse étroitement à un groupe démographique - des publics de plus de 50 ans qui aiment un peu de violence avec leurs drames de fin de vie - mais qui réussit à divertir à peu près tous ceux qui rencontrent son chemin poussiéreux et sanglant ».

#### France
L'accueil critique de L'un des nôtres est plus mitigé en France : le site AlloCiné, ayant recensé dix « titres de presse », lui attribue une note moyenne de 2,7/5.
Dans les Cahiers du cinéma, Mathieu Macheret, qualifiant Thomas Bezucha de « tâcheron notoire », souligne que « l'action finit par pointer le bout de son nez, mais cède vite à la grandiloquence, ajoutant néanmoins à ce tableau d'un académisme creux cette petite touche de folie qui lui faisait jusqu'alors terriblement défaut ».